# Benthobatis kreffti
Benthobatis kreffti  (лат.)  — вид скатов рода глубоководных электрических скатов семейства лат. Narcinidae отряда электрических скатов. Это хрящевые рыбы, ведущие донный образ жизни, с крупными, уплощёнными грудными плавниками в форме диска и с длинным хвостом. Они способны генерировать электрический ток. Обитают в юго-западной части Атлантического океана на глубине до 527 м. Максимальная зарегистрированная длина 30 см. 

## Таксономия
Впервые вид был научно описан в 2001 году. Голотип представляет собой взрослого самца длиной 15,6 см, пойманного у южного побережья Бразилии (27°25′ ю. ш. 47°05′ з. д.) донным тралом на глубине 502—527 м. Паратипы: самки длиной 10,6—26,8 см, пойманные там же и самцы длиной 9—18 см. Вид назван в честь Герхарда Креффта (1912—1993), сотрудника нем. Institutes für Seefischerei, который первым собрал в 1968 году образцы, за его вклад в систематику пластиножаберных, особенно, обитающих в юго-западной Атлантике
.

## Ареал
Benthobatis kreffti обитают на ограниченной территории, площадь которой не превышает 16 000 км² в юго-западной части Атлантического океана у побережья Бразилии. Эти скаты встречаются на материковом склоне на глубине 420—527 м при температуре 6—8 °C.

## Описание
Это самые маленькие из глубоководных электрических скатов, максимальная зарегистрированная длина не превышает 30 см. У них овальные и закруглённые грудные диски и довольно толстый длинный хвост. Имеются два спинных плавника примерно одного размер. У основания грудных плавников сквозь кожу проглядывают электрические парные органы в форме почек. Дорсальная поверхность тела окрашена в ровный тёмный цвет, брюхо белое. Края диска и брюшных плавников имеют тёмную окантовку. Кили и латеральные выступы на хвостовом стебле отсутствуют. От прочих глубоководных электрических скатов они отличаются меньшим количеством зубов (9—13). Глаза покрыты кожей и не функционируют.

## Биология
Глубоководные электрические скаты являются медлительными донными рыбами. Рацион состоит в основном из полихет и равноногих ракообразных, которых выкапывают из грунта. Они способны генерировать электрический ток средней силы. Размножаются яйцеживорождением, эмбрионы вылупляются из яиц в утробе матери. В помёте 1—2 новорожденных длиной около 0,96 см. Вероятно воспроизводство имеет годичный цикл. Самцы и самки достигают половой зрелости при длине 14—15 и 20—21 см, соответственно.

## Взаимодействие с человеком
Эти скаты в большом количестве попадаются в качестве прилова в тралы, добывающие кальмаров Illex argentinus. Обильные уловы и содержимое желудка дают основание предположить, что они скапливаются на определённых участках дна, чтобы кормиться. Это делает из уязвимыми при донном тралении. Международный союз охраны природы присвоил этому виду статус «Уязвимый».